# Aeroportul Internațional Murtala Muhammed
Aeroportul Internațional Murtala Muhammed (IATA: LOS, ICAO: DNMM) este un aeroport din Ikeja, Statul Lagos, Nigeria ce deservește zona Ikeja. Aeroportul a fost tranzitat în 2021 de 5.689.234 de pasageri. A fost deschis în 15 martie 1979 și numit după Murtala Muhammed⁠(d).
Situat la o altitudine de 41 m, aeroportul dispune de 2 piste.

## Infrastructură

### Piste
Aeroportul dispune de 2 piste. Pista 18R/36L are suprafața de asfalt și dimensiunile 3.900 m × 60 m. Pista 18L/36R are suprafața de asfalt și dimensiunile 2.743 m × 45 m. 